# Het Landeke
Het Landeke is de naam van een onttakelde poldermolen nabij Werkendam in de Nederlandse provincie Noord-Brabant. Het is een ronde stenen molen van het type grondzeiler en ze werd opgericht in 1902. De molen bevindt zich aan Schans 41c in Polder Johannisseland ten oosten van Werkendam.
De molen heeft een voorganger gehad die echter in 1901 is afgebrand. Het betrof een achtkante grondzeiler die een sterk leek op de nabijgelegen Vervoorne Molen en wellicht in hetzelfde jaar (omstreeks 1700) moet zijn gebouwd. Na de brand werd op de fundamenten van de oude molen de nieuwe, huidige ronde stenen molen gebouwd.
In 1953 werd de molen onttakeld. De huidige eigenaar gebruikt de sterk vervallen molen als vakantiehuisje. Wat nog rest is de romp met de kap. Restauratie bleek niet mogelijk aangezien de molen inmiddels midden in een populierenbosje is gelegen.
Het is één der laatste door windkracht aangedreven poldermolens die in Nederland werd gebouwd (afgezien van windmotoren) en hij is geklasseerd als rijksmonument.

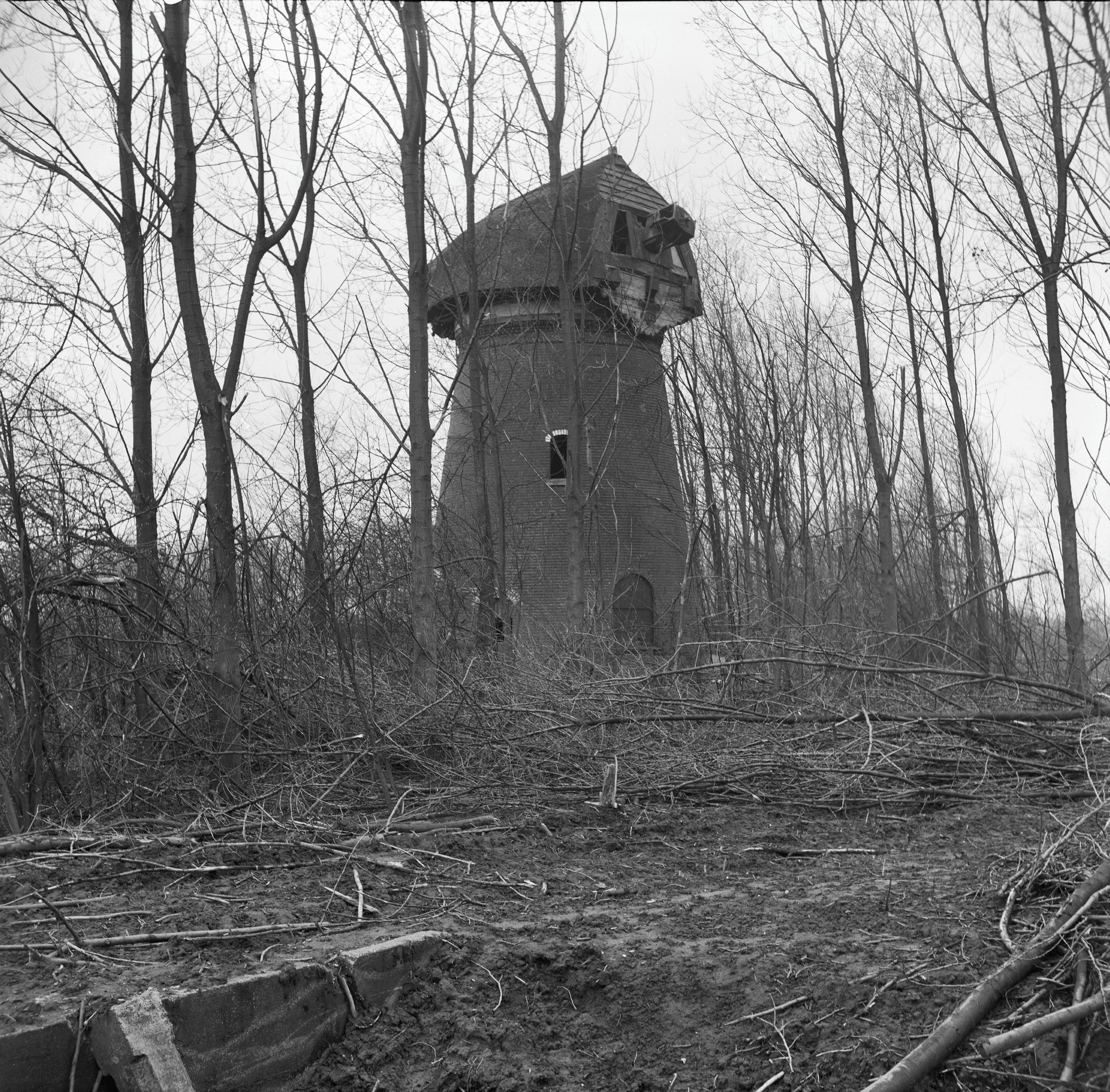
Het Landeke in 1980